# Паудерли (Тексас)
Паудерли (енгл. Powderly) насељено је место без административног статуса у америчкој савезној држави Тексас.

## Демографија
По попису из 2010. године број становника је 1.178.
| Група             | 2000.    | 2010.         |
| Белци             | 0 (0,0%) | 1.091 (92,6%) |
| Афроамериканци    | 0 (0,0%) | 17 (1,4%)     |
| Азијати           | 0 (0,0%) | 1 (0,1%)      |
| Хиспаноамериканци | 0 (0,0%) | 26 (2,2%)     |
| Укупно            | 0        | 1.178         |